# ELE-TOPIA
ELE-TOPIA（エレ・トピア）は、CROSS FMで放送されていたラジオ番組。放送期間は1999年4月5日から2008年3月29日、放送時間は当初毎週月曜日の26:00〜27:00、2002年4月より毎週土曜日の26:00〜27:00に変更された。ナビゲーターは木本和久が務め、北九州スタジオで録音され放送されていた。

## 概要
- 番組開始前は月曜日の深夜、「FLYING BUTTERFLY」や「RAVER'S HILL」、「NEW ELECTRONICA」というタイトルで、この番組の前身となる番組が放送されていたが、1999年4月の番組改編より現在の番組名となって新たにスタートした。この一連の番組も全て木本和久が担当していた。
- 番組の内容はテクノ、ハウス、ブレイクビーツなど、特にクラブなどで支持されている音楽（これらの音楽を、番組では「21世紀のソウルミュージック」と呼んでいる）を中心に、それらのジャンルのアーティストの新譜を紹介したり、北九州地区のクラブDJが作成したノンストップミックスを放送したりする。選曲にしても、その放送内容についても、あまり他に例を見ない音楽番組であった。
- ナビゲーターが番組企画、選曲、録音を全て1人で行い放送されていた。過去にも生放送されたことはなく、現在まで木本和久が休演したこともなかった。
- 月に1〜2回、福岡県内のクラブDJがゲストとして出演し、イベントの紹介、告知をしたり、事前に作成されたノンストップミックスを放送したりしていた。紹介するイベントに登場するDJが作成したノンストップミックスが放送されることが多く、またゲスト出演も、ナビゲーターの木本和久自身がイベントを行っている北九州市小倉北区のクラブ・カフェバー「メガヘルツ」のDJが大半であった。
- 番組には決まったテーマチューンやBGMはなく、「ELE-TOPIA」という声だけのジングルで始まり、音楽を聴きながらそのままフェイドアウトで番組が終了していた。
- 番組の冒頭や終わり、新譜やクラブイベントの紹介以外、ナビゲーターのしゃべりはほとんど入らなかった。またCMも一切入らなかった。
- 2003年4月から6月末までの3ヶ月間は25:00〜27:00の2時間番組として放送されていた。この3ヶ月間は、前半は新譜を紹介、後半はノンストップミックスを放送していたが、番組の後半で後述の「AIR SILKY」が放送されたこともあった。
- 2006年4月時点で、当時CROSS FMで放送中の番組の中では最長寿番組となり、同局のホームページでは前身番組を含め「10周年を迎えた」と銘打たれた。

## 放送時間
- 1999年4月5日〜2002年3月25日 - 毎週月曜日 26:00〜27:00
- 2002年4月6日〜2003年3月29日 - 毎週土曜日 26:00〜27:00
- 2003年4月5日〜2003年6月28日 - 毎週土曜日 25:00〜27:00
- 2003年7月5日〜2008年3月29日 - 毎週土曜日 26:00〜27:00

## ナビゲーター
- 木本和久

CROSS FMでは10年以上のナビゲーター歴を持つが、現在は担当番組はない。また同局では番組ディレクターの経験もある。また歯科医師でもあり、現在平日の昼間は北九州市小倉北区で歯科医院を営んでいる。

## 主なコーナー
- アルバム特集

正式なコーナータイトルはない。前述のジャンルに当てはまるアーティストの新作を紹介していた。
- ノンストップミックス

北九州地区のクラブDJが作成したノンストップミックスを放送。最近は60分間フルに放送されることが多かった。また以前は、リスナーが作成したノンストップミックスが放送されたこともあった。現在は毎月1回程度、木本和久自身が作成したノンストップミックスも放送されているが、クラブ系の音楽だけでなく、ジャズなどを使用したノンストップミックスを放送することもあった。
- AIR SILKY

次の項を参照。
- FUTURE TRAX （26:20頃）

クラブDJやリスナーが制作した音楽を紹介するコーナー。2000年から2001年頃まで不定期に放送された。
- クラブ情報（特に正式な名称はなし）

福岡ミュージックスタイルの管理人タンタンが福岡のクラブシーンに関しての情報を紹介した。
- a new dimension（毎月第3土曜日）

東京都渋谷区のクラブ「青山LOOP」で毎月第3土曜日に開催されているパーティーイベント「a new dimension」に合わせ、イベントを主宰する福富幸宏や、「a new dimension crew」と呼ばれるメンバー（富田恭弘、瀧澤賢太郎など）が制作したノンストップミックスを放送。2003年6月から2004年頃まで放送された。

## AIR SILKY
この番組の1つのコーナーとして放送されたこともある「AIR SILKY」であるが、そもそもはナビゲーターである木本和久が「ゆっくりと音楽を楽しむ」クラブイヴェント「SILKY」をスタートさせたことがきっかけであった。このイヴェントではいわゆるクラブ系の「踊れる音楽」を流すのではなく、あらゆる音楽からゆったりとした曲を選曲して流して客に楽しんでもらう形式であった。
その後木本和久が、主に福岡県内で活躍する写真家木寺一路と出逢ったことにより、音楽と写真の融合を目指した企画となっていく。
そんな中、2002年7月1日にCROSS FMの毎週月曜日24:00〜25:00に放送されていた「Litaのねんねこね」が終了したため、この時間帯の枠に空きが生じる。そこで木本和久は「SILKY」のラジオ版として「AIR SILKY」を企画、木寺一路が撮った写真を編集加工したものをウェブ上にアップロードし、聴取者はその映像を見ながら木本和久が作成したアンビエント系のノンストップミックスを聴いて楽しむという、ラジオとインターネットを融合させたスタイルでの放送を行った。当初は同年7月8日1回限りの企画だったが、結果的には同局の秋の改編まで続くことになり、この「ELE-TOPIA」の別館的番組として9月30日までの3ヶ月間に亘って放送された。
この企画「AIR SILKY」はその後もこの番組内で数回放送された他、本来の形式でもあった映像や写真を見ながら音楽を聞き、飲食を楽しむというクラブイヴェントとしても行われた。そして2006年頃よりクラブ・カフェバー「メガヘルツ」で毎月第2火曜日の夜行われるレギュラーイヴェントとして定着する。このイヴェントは木本和久がDJを務め、その傍らで木寺一路が撮影した写真をVJがスライド映写機でスクリーンなどに映し出し、映像を見つつ音楽も楽しむというスタイルで行われている。
またこのイヴェントと並行して、今度は木本和久が書く文章と、木寺一路の撮影した写真で綴る「AIR SILKY」ブログが運営されている。このブログに掲載された文章の一部が2007年8月「AIR SILKY」という1冊の本にもなっている。この本は木寺一路が主宰するフォトスタジオ「Fu.」のホームページから購入することが出来る。
番組終了以降の「AIR SILKY」の活動については木本和久『「AIR SILKY」「零（ゼロ）」 と「聴雨居」』の項を参照。

## エピソードなど
- 木本和久は「Less talk, more music」を基本姿勢としているため、この番組でも出来るだけ音楽を放送し、無駄なおしゃべりを入れないように心掛けている。
- CROSS FMの各番組宛のメールアドレスのドメインは「@crossfm.co.jp」だが、この番組では2002年3月末までこのドメインを使わないアドレスが番組宛のメールアドレスとして使われていた。
- 木本和久は2000年10月より2001年3月まで、土曜日の27:00〜29:00に放送された「NOONY MOON」を担当した。これは当時月曜日〜木曜日の12:00〜13:00に放送された「MOONY NOON」のリンクプログラムとして放送されていたが、その放送形式はこの番組と同じで、番組のメールアドレスもこの番組と同じ「@crossfm.co.jp」のドメインを使わない同じアドレスを宛先としていた。
- 2000年頃から2001年頃まで、番組のメールマガジンも配信されたが、数号配信されただけで廃刊となった。配信にはまぐまぐが利用された。また一時期北九州都市圏で発行されているタウン情報誌「おいらの街」でもこの番組に関連した執筆を行っていた。
- 毎回の番組の終了間際に、木本和久の短い締めのトークとともに、「Bye-Bye」のコールで番組を締めくくっていた。この「Bye-Bye」のコールは「ぶぁいぶぁ〜い」と独特のイントネーションであったため番組の隠れた名物だった。